# Momijigari
Momijigari (紅葉狩?), parola giapponese formata da momiji (紅葉?), "foglie rosse" o “albero di acero" e da kari (狩り?), "caccia", indica la tradizione tipica del Giappone di andare a visitare i luoghi in cui le foglie degli alberi divengono rosse in autunno. È detto anche kanpūkai (観楓会?). in Hokkaidō, che significa "andare insieme a vedere le foglie".

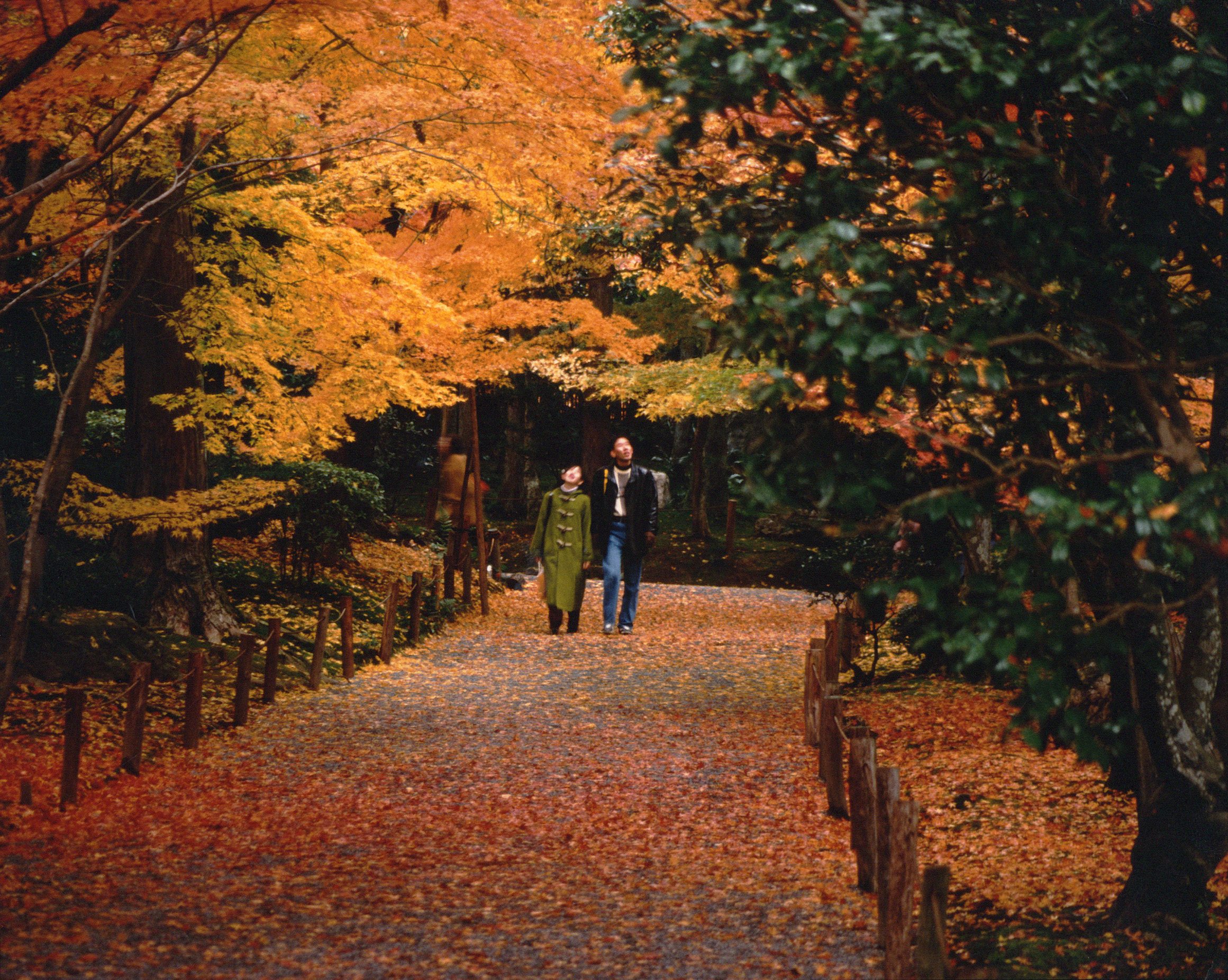
Momiji al Ryōan-ji a Kyoto

Sono molti i giapponesi che partecipano a questa tradizione, recandosi a Nikkō e Kyoto, che sono diventate le destinazioni più famose. La tradizione è nata come una ricerca a scopo culturale, durante l'Era Heian.
È tradizione dirigersi anche nei luoghi dove l'erba cambia colore, come nella Pianura d'Oze.